# Sea waybill
Sea Waybill – konosament ekspresowy, który nie musi być przedstawiony przewoźnikowi aby wydał towar odbiorcy. Rodzaj morskiego listu przewozowego. Świadczy o zawarciu kontraktu na przewóz towaru drogą morską